# Český Dub
Pour les articles homonymes, voir Dub (homonymie).
Český Dub (en allemand : Bömisch Aicha) est une ville du district et de la région de Liberec, en Tchéquie. Sa population s'élevait à 2 882 habitants en 2025.

## Géographie
Český Dub est arrosée par les rivières Ještědka et Rašovka et se trouve à 7 km à l'ouest de Hodkovice nad Mohelkou, à 13 km au sud-sud-ouest de Liberec et à 77 km au nord-est de Prague.
La commune est limitée par Osečná et Janův Důl au nord-ouest, par Světlá pod Ještědem et Proseč pod Ještědem au nord, par Bílá à l'est, par Kobyly au sud et par Všelibice à l'ouest.
À l'heure d’hiver, la ville est dans le fuseau horaire Heure normale d'Europe centrale (HNEC, UTC+1) et, à l'heure d'été, dans le fuseau horaire Heure d'été d'Europe centrale (HAEC, UTC+2).

### Géologie
La commune est traversée par une faille qui présente un remarquable gradient horizontal de gravité, découvert en 1986 et 1987, lors d'une prospection minière dans le but de trouver des gisements d'uranium.

## Population
Český Dub compte plus de 2 800 habitants. Jusqu'en 1945, la population est majoritairement germanophone. Les Allemands sont expulsés à la fin de la Seconde Guerre mondiale en application des décrets Beneš.
En 2006, la population compte 50,71 % de femmes et 49,29 % d'hommes. L'âge moyen est de 42,0 ans, 39,4 ans pour les hommes et 44,6 ans pour les femmes.
Recensements ou estimations de la population :
| 1869* | 1880* | 1890* | 1900* | 1910* | 1921* | 1930* |
| ----- | ----- | ----- | ----- | ----- | ----- | ----- |
| 5 004 | 5 081 | 5 138 | 5 188 | 5 155 | 3 429 | 3 984 |

| 1950* | 1961* | 1970* | 1980* | 1991* | 2001* | 2014  |
| ----- | ----- | ----- | ----- | ----- | ----- | ----- |
| 2 565 | 2 851 | 2 987 | 2 952 | 2 904 | 2 847 | 2 742 |

| 2015  | 2016  | 2017  | 2018  | 2019  | 2020  | 2021  |
| ----- | ----- | ----- | ----- | ----- | ----- | ----- |
| 2 723 | 2 718 | 2 711 | 2 724 | 2 752 | 2 821 | 2 802 |

| 2022  | 2023  | 2024  | 2025  | - | - | - |
| ----- | ----- | ----- | ----- | - | - | - |
| 2 754 | 2 880 | 2 923 | 2 882 | - | - | - |

## Histoire

### Fondation

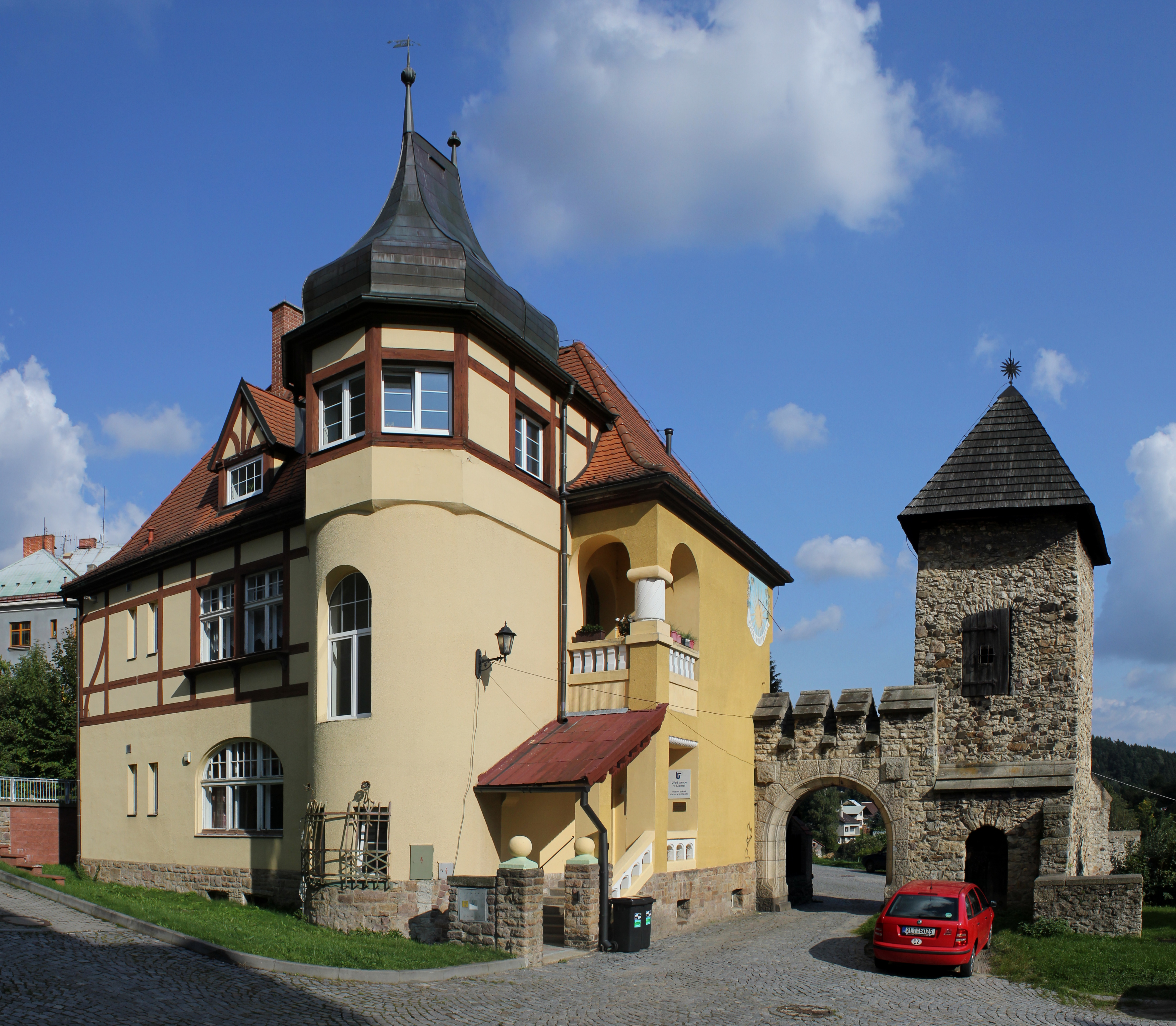
Tour de guet de la fortification.

Český Dub est l'une des plus anciennes colonies du nord de la Bohême. Elle est fondée, au Moyen Âge, comme emplacement de marché, sur une colline entourée par les deux rivières Ještědka et Rašovka. Entre 1109 et 1115, le prince Vladislav Ier construit, à l'emplacement de la ville actuelle, un château, appelé Vladislavice, et une église paroissiale. La colonie se situe sur la route commerciale reliant Prague à la Lusace. Vladislav Ier fait don au monastère bénédictin de Kladruby, récemment créé, de certains biens dans la partie méridionale du fief. Ceux-ci échoient, en 1170, à la fondation cistercienne voisine de Hradiště. En compensation, les bénédictins reçoivent le château et les terres environnantes. Le district se développe alors fortement. Il comporte 62 établissements, 53 remontant au Moyen Âge et neuf à la Renaissance, ainsi que onze demeures seigneuriales.

### Les Hospitaliers

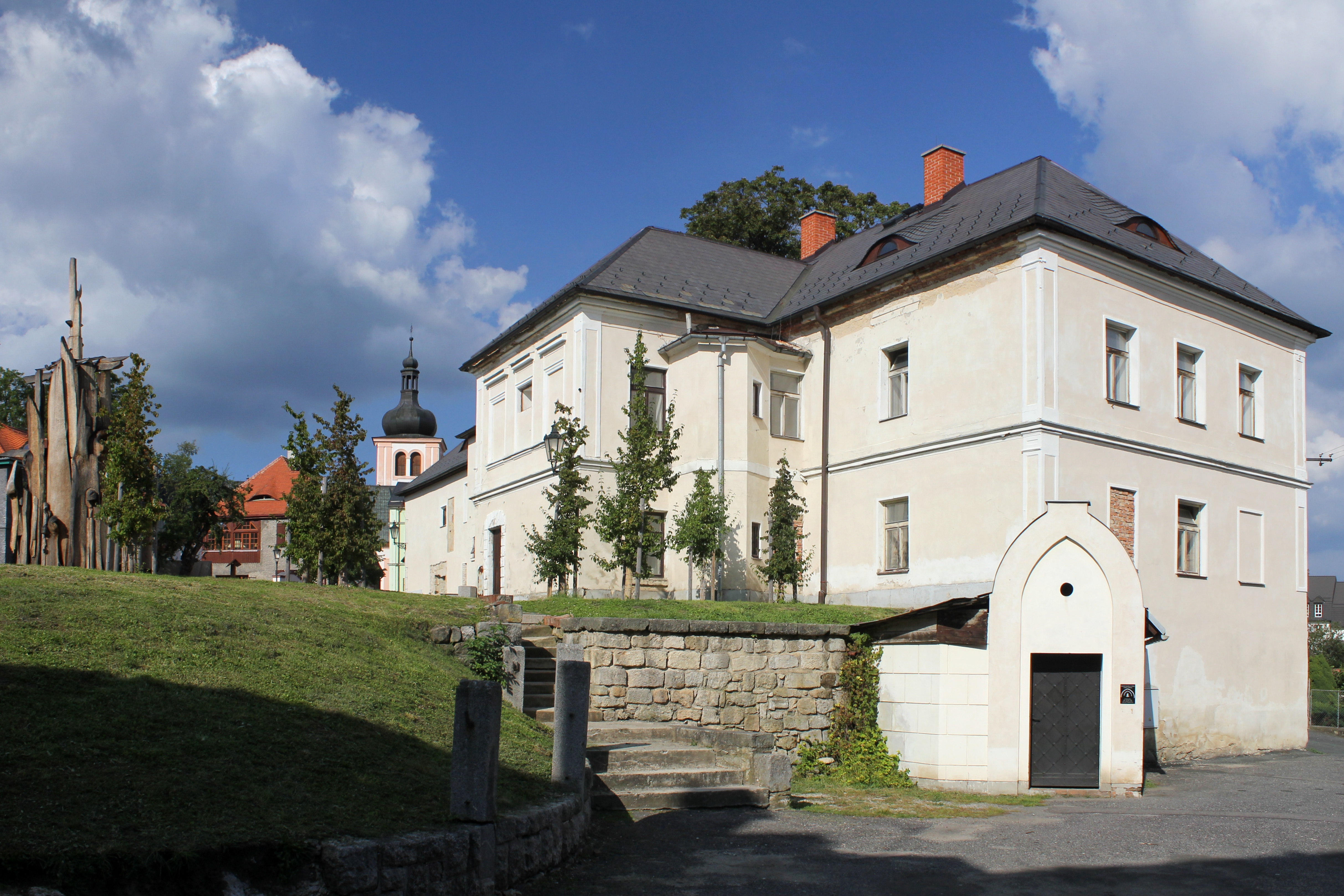
Cour de la commanderie des Hospitaliers de saint Jean de Jérusalem.

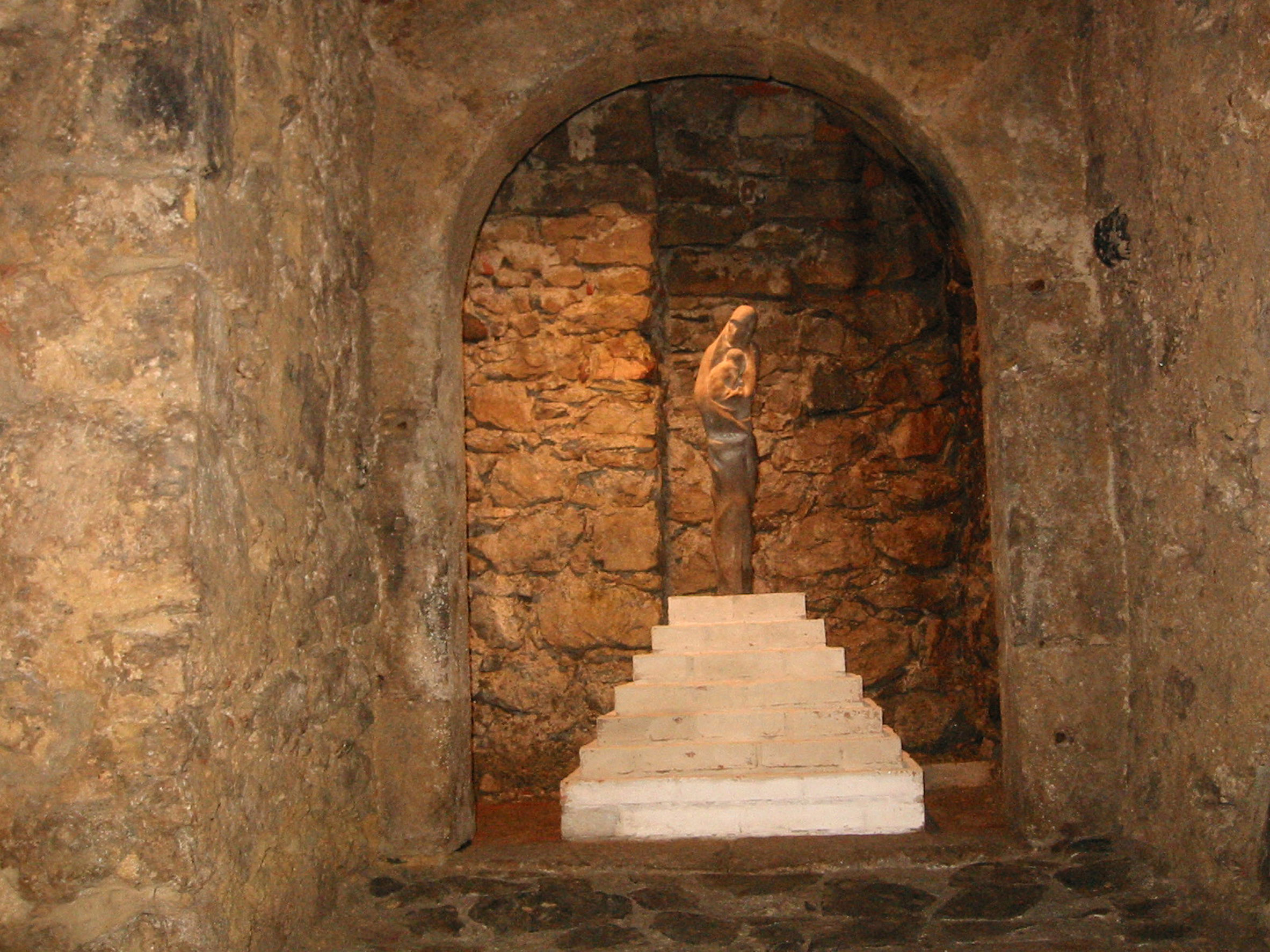
Pièce souterraine de la commanderie des Hospitaliers de saint Jean de Jérusalem.

En 1237, les moines de Kladruby vendent le bien au Marquart Gabel von Lämberg. Dans les années 1240, celui-ci en abandonne la propriété aux Hospitaliers de l'ordre de Saint-Jean de Jérusalem, qui y construit une commanderie hospitalière. L'ordre militaire édifie un hôpital. Český Dub reçoit le statut de ville en 1291. Sainte Zdislava, épouse du Marquart Gabel von Lämberg est enterrée dans l'église de l'abbaye, mais ses restes sont ultérieurement transférés à l'église Saint-Laurent de Deutsch Gabel. La ville reçoit son blason (chêne vert sur champ d'argent) peu avant 1349.
La commanderie  de l'Ordre date du XIIIe siècle (1240-1250). Reconstruit en 1552 dans le style Renaissance, le château est presque totalement détruit par le feu en 1858. Ce qui reste est transformé en immeuble d'habitation. La partie orientale est utilisée, entre 1906 et 1909, par l'usine de la famille Schmitt. La reconstruction de la commanderie à la fin du XVe siècle a préservé, sous les bâtiments nouveaux, les espaces originels.
Les fouilles commencent en 1989, après la chute du communisme, et révèlent quelques pans de murs d'époque romane. Lors d'une étude architecturale, en 1991, on découvre, derrière un mur de l'immeuble, l'accès à un complexe de deux étages de l'ancienne commanderie, comprenant un ensemble de chambres, une petite et une grande salles conventuelles, de style roman-gothique, et une chapelle romane dédiée à saint Jean-Baptiste. Cette dernière est reconsacrée en 2001. Les caves, de style gothique tardif, ne sont pas encore (2010) accessibles au public. Elles possèdent un pavage Renaissance en briques, posé lorsqu'elles ont été converties en cellier pour la bière.

### Des hussites à la bataille de la Montagne-Blanche
Au XVe siècle, le château et la ville deviennent un point fort des hussites. Le 6 juin 1425, les troupes de Jan Čapek ze Sán occupent la ville. En 1429, ce sont celles de Prokop le Chauve qui prennent à leur tour Český Dub. Pendant l'attaque, le château est incendié, mais est ensuite reconstruit, et la ville et le château deviennent une base sûre pour les forces hussites. Les biens de la commanderie dissoute passent entre les mains de l'aristocratie locale. Après la bataille de Lipan, en 1435, le noble catholique Jiří z Dubé prend le contrôle de Český Dub, mais la ville est à nouveau reprise par Jan Čapek. L'occupation est alors reconnue par l'empereur Sigismond.
Pendant le règne de Georges de Bohême, la région de Český Dub subit les raids des troupes lusaciennes contre les hérétiques de Bohème. En 1468, 7 000 fantassins et 1 000 cavaliers occupent la ville, qui n'oppose pratiquement aucune résistance, et l'incendient. En 1490, les frères Fabian et Hans von Tschirnhaus sont les suzerains de Český Dub. À leur mort, leur frère Michael von Tschirnhaus vend la tenure d'Aicha à Ulrich Gotsch, en 1501. Český Dub est ensuite, en 1512, la propriété du maître de la Bohème, le comte Johann von Wartenberg. Il fonde la nouvelle ville et fait construire, pour lui-même, une maison de maître. Il encourage le développement économique et reconstruit l'église et le château.
En avril 1547, les biens des Wartemberg sont confisqués par le roi Ferdinand Ier, après leur participation au soulèvement de la Bohême, et le fief est acheté, en 1552, par le seigneur silésien Jan von Oppersdorf. La ville reçoit une série de privilèges, dont le droit de brasser de la bière. Les Operstorf décident d'adopter la langue tchèque comme langue officielle de Český Dub. L'hôtel de ville est construit dans les années 1564-1565 et le monastère et le château, de style gothique tardif, sont reconstruits dans le style Renaissance. En 1591, le domaine est acheté par Zikmind Smiřičtí ze Smiřic et Český Dub devient la propriété de sa famille. Lors de la bataille de la Montagne-Blanche, la famille Smiřičtí ze Smiřic quitte le pays et une grande partie de leurs biens revient, en 1622, à Albrecht von Wallenstein.

### La guerre de Trente Ans
Wallenstein retire à Český Dub le droit de brasser de la bière. La ville est l'une des sept qui siègent au conseil provincial du duché de Friedland. Durant la guerre, Český Dub et le reste des possessions de Wallenstein connaissent une paix relative. Les tisserands et drapiers locaux reçoivent d'importantes commandes pour l'armée impériale. Après la mort du duc, en 1634, la situation change. Au printemps de 1634, deux compagnies d'infanterie impériale occupent Český Dub et, le 11 avril, un incendie détruit 41 maisons et une brasserie. Le nouveau propriétaire du domaine est, en 1635, le comte Johann Ludwig Hektor von Isolani, un des plus hardis commandants impériaux, qui reçoit le fief en récompense pour ses succès militaires. Le comte meurt en 1640 et sa veuve, Anna Maria Elisabeth Isolani, lui succède. Le 24 mai 1641, environ 450 Suédois s'emparent de Český Dub et brûlent le château, avant de se replier sur Zittau. À la fin de la guerre de Trente Ans, la ville est complètement ruinée et ses habitants vivent dans la pauvreté. Après la mort d'Anna Maria Isolani, Elizabeth, sa sœur et héritière, se retire au couvent des chanoines augustins à Vienne, en 1653, et Český Dub devient la propriété de ce monastère.

### XVIIeetXVIIIesiècles
La deuxième moitié du XVIIe siècle voit une violente campagne de reconquête de la ville par les tenants de la religion catholique. La ville est durement éprouvée, le 29 août 1694, par un incendie qui détruit 35 maisons, l'église, l'hôtel de ville, l'hôpital et d'autres bâtiments. En 1741, 1742, 1744 et 1757, la ville subit des incursions prussiennes. En 1757, Český Dub comporte 131 maisons. L'empereur Joseph II abolit le servage en 1781 et, un an plus tard, le monastère augustinien est dissous et ses biens sécularisés. Le domaine de Český Dub passe entre les mains du Fonds de la religion d'État de Basse-Autriche.

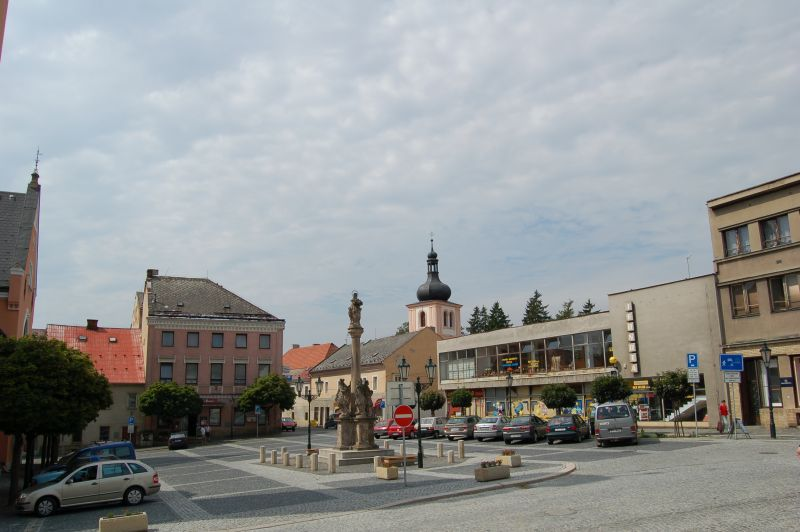
Place Bedřich Smetana, avec le clocher carré de l'église de la Pentecôte et la colonne mariale.

### XIXeetXXesiècles
Jusqu'en 1918, la ville faisait partie de l'empire d'Autriche, (Cisleithanie après le compromis austro-hongrois), district de Turnau Turnov, un des 94 Bezirkshauptmannschaften en Bohême.

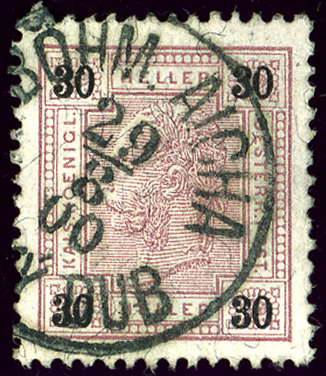
Oblitération bilingue en 1900

Au début du XIXe siècle, l'hôtel de ville est reconstruit. La chapelle Saint-Jean est transformée en hôpital. Dans la seconde moitié du XIXe siècle, un développement rapide de l'industrie textile a lieu. La première entreprise textile est fondée à Český Dub en 1802, par les frères Slukova, mais elle ne connaît un début de succès qu'à la fin de 1843. Le duc Kamil Rohan (cs) achète le fief au fonds religieux en 1838 et le rattache à ses autres possessions. Après la faillite de la société Slukova, Franz Schmitt commence la production de nouveaux textiles. Sa société devient, plus tard, l'une des principales entreprises de la monarchie.
Le 28 juillet 1858, un incendie catastrophique détruit la brasserie et 34 maisons. Plus de 300 personnes sont sans abri. Le château est ruiné et n'a jamais été restauré. Un an après, en 1859, Bedřich Smetana se rend pour la première fois à Český Dub, où vivent sa mère et ses sœurs. Son opéra Hubička est situé dans la région de Český Dub. Dans les années 1850, Johanna Mužáková-Rottová, plus connue sous le nom de Karolina Světlá, commence à séjourner dans la région. En avril 1845, la ville a 1 560 habitants. Il y en a 2 481 en 1869.
Au début du XXe siècle, le trafic avec l'étranger prend de l'ampleur. Après 1918 et la création de la première république tchèque, de nombreux Tchèques s'installent à Český Dub. Une école tchèque est ouverte, aux côtés de l'école allemande. Une bibliothèque et un cinéma sont construits. En 1921, la ville compte 2 364 Tchèques sur une population totale de 3 429 habitants. Le 10 octobre 1938, lors de l'invasion des Sudètes, la division SS Germania entre dans la ville. C'est le début de l'occupation allemande. La ville est rebaptisée, d'abord Aicha, puis Deutsch Aicha, en 1943. Český Dub est libérée en mai 1945. L'occupation des Sudètes, puis l'expulsion des Allemands vont fortement ralentir l'expansion de la ville.
Český Dub est membre du district de Turnov, avant d'être rattaché, en 1960, au district de Liberec.

## Administration
La ville de Český Dub comporte quinze districts, quatre urbains et onze ruraux.
| Nom tchèque                     | Nature du district | Nom français        | Nom allemand                      |
| ------------------------------- | ------------------ | ------------------- | --------------------------------- |
| Město (Český Dub I)             | Urbain             | Ville               |                                   |
| Horní Předměstí (Český Dub II)  | Urbain             | Quartier haut       |                                   |
| Dolní Předměstí (Český Dub III) | Urbain             | Quartier bas        |                                   |
| Zámecký (Český Dub IV)          | Urbain             | Quartier du château |                                   |
| Bohumileč                       | Rural              |                     | Bohumilitz                        |
| Hoření Starý Dub                | Rural              |                     | Ober Altaicha                     |
| Kněžický                        | Rural              |                     | Kneschitz                         |
| Libice                          | Rural              |                     | Liebitsch                         |
| Loukovičky                      | Rural              |                     | Loukowitschek                     |
| Malý Dub                        | Rural              |                     | Kleinaicha                        |
| Modlibohov                      | Rural              |                     | Nudelbaum, précédemment Modlitbow |
| Smrzov                          | Rural              |                     | Smrzow                            |
| Sobákov                         | Rural              |                     | Sobaken                           |
| Sobotice                        | Rural              |                     | Katharinsfeld                     |
| Starý Dub                       | Rural              |                     | Altaicha                          |

## Enseignement
Český Dub dispose d'une école maternelle, d'une école primaire et d'un collège.

## Patrimoine

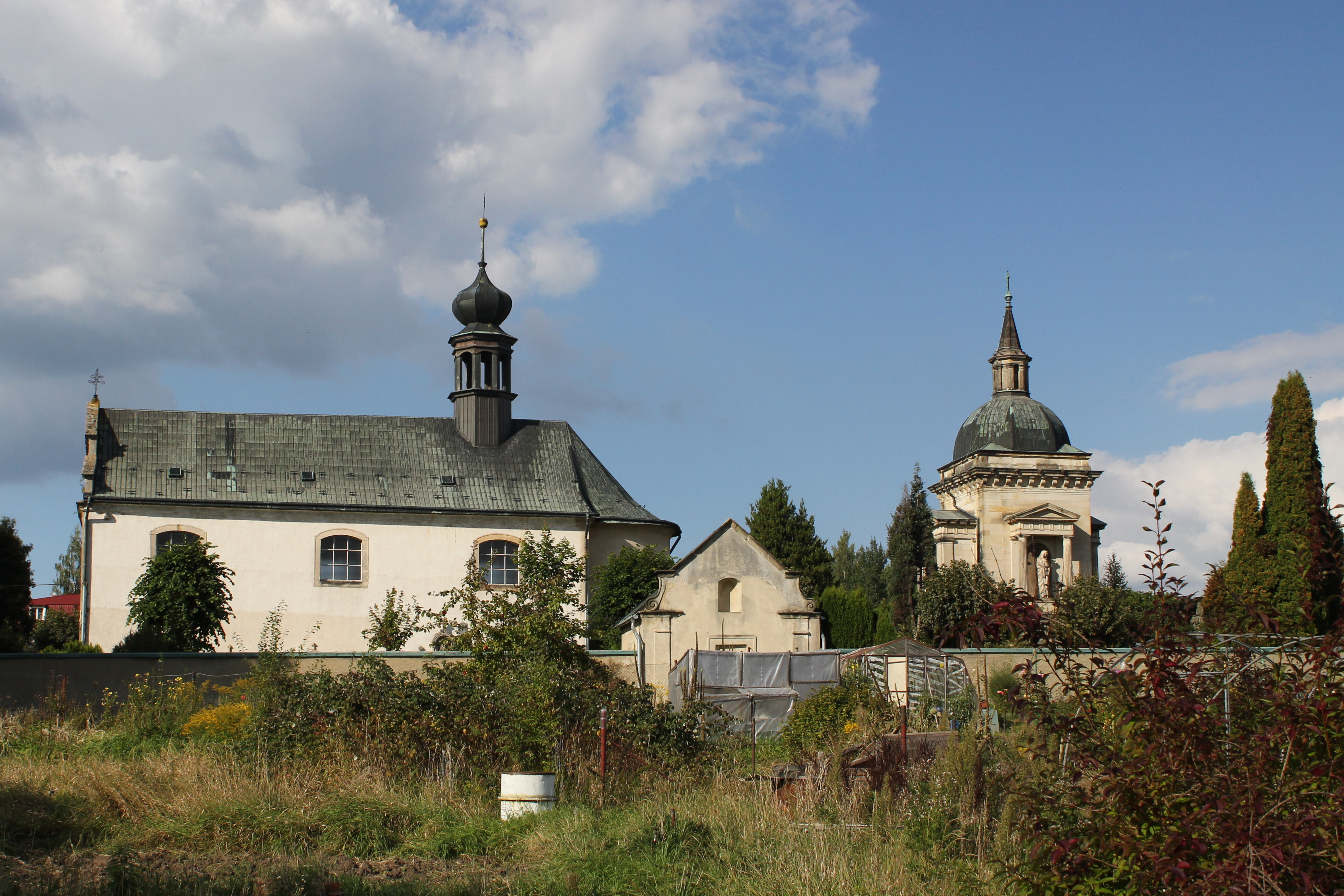
Cimetière de l'église de la Sainte-Trinité et tombeau de la famille Schmitt.

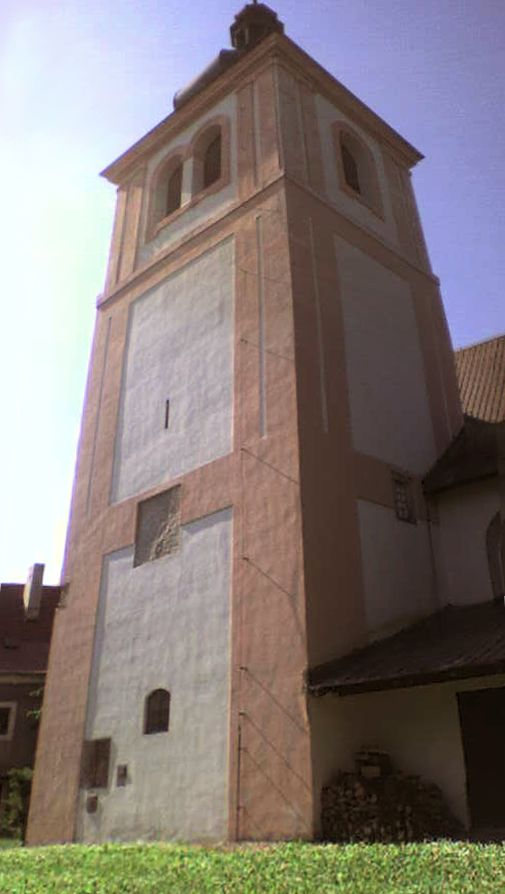
Église de la Pentecôte.

Le centre-ville de Český Dub est zone urbaine historique depuis 1992.
L'hôtel de ville est construit en 1565, dans le style Renaissance, par Jean de Operstorf et reconstruit à plusieurs reprises. La rénovation la plus récente, en 1907, lui adjoint une annexe de la salle de cérémonie et une nouvelle entrée. Les remparts de la ville, en grès grossièrement travaillé et ardoise, datent des années 1580. La tour de guet est utilisée comme prison au XVIe siècle. La famille Schmitt fait construire une résidence de style néo-classique, en 1874, sur des plans de G. von Sacher. L'intérieur est décoré avec des stucs et des plafonds en boiseries. Aujourd'hui, le bâtiment sert de maison de retraite et est entouré par un parc-jardin du XIXe siècle.
L'église de la Sainte-Trinité est mentionnée pour la première fois en 1590. C'est un bâtiment rectangulaire pré-baroque. La décoration intérieure est du début du XVIIe siècle. L'église de la Pentecôte est un édifice roman tardif. La colonne mariale baroque est érigée au centre de la place en 1723 pour commémorer la peste.

### Musée régional Karolína Světlá
Fondé en 1919, le musée régional Karolína Světlá (Podještědské Muzeum Karoliny Světlé) est consacré à la vie et l'œuvre de l'écrivain tchèque Karolina Světlá (1830-1899). Il est logé, depuis 1945, dans l'ancienne villa Blaschkeho, construite en 1881 pour la fille de Franz von Schmitt, mariée à Conrad Blaschke. L'intérieur évoque l'atmosphère d'un musée du XIXe siècle. Il abrite une collection historique et régionale, dont fait partie l'héritage littéraire de la poétesse. On visite l'appartement de cette dernière et sa pièce de travail avec le mobilier d'époque. Une autre partie du musée commémore Bedřich Smetana. Les collections comportent, parmi d'autres objets, un cabinet gothique du XVe siècle, orné de peintures au pochoir de scènes de l'Ancien et du Nouveau Testament dans sa partie droite, et de créatures fantastiques, comme griffons et dragons, dans sa partie gauche. Les pochoirs employés pour décorer ce cabinet ont également été utilisés à la décoration du plafond peint d'un manoir de Bavière. On peut également voir une croix dorée du XIIIe siècle, ornée d'ambre de la Baltique et de pierres précieuses. Cette croix est découverte dans une tombe anonyme de la commanderie, avec les restes d'une femme que l'on suppose de la famille des Marquart. La seule autre croix de ce type en Tchéquie se trouve à la cathédrale Saint-Vitus. Le musée présente aussi les œuvres de Petr Dillinger, peintre originaire de Český Dub.

## Transports
Český Dub est desservie par une seule route, vers l'est, la route de Hodkovice nad Mohelkou, qui rejoint l'autoroute R35 dans cette ville. Par la route, Český Dub se trouve à 19 km de Liberec, à 21 km de Turnov et à 99 km de Prague. Český Dub possède une gare routière, les lignes d'autocars desservant, entre autres, Liberec, Mnichovo Hradiště et Turnov.
La ville a un aérodrome avec une piste en herbe, accessible aux avions légers.

## Personnalités liées à la commune
- Léopold et Rudolf Blaschka, maîtres verriers.

## Économie
L'économie de Český Dub repose principalement sur le tourisme, notamment hivernal.

## Faune
Le campagnol des champs (Microtus arvalis) est présent dans la commune de Český Dub.